# Gyldén (cráter)
Gyldén  es el remanente de un cráter de impacto lunar que se encuentra al noreste de la llanura amurallada del cráter Ptolemaeus, en el meridiano cero del sistema de coordenadas selenográficas, y a menos de 150 km al sur del ecuador lunar. Entre los cráteres cercanos se incluyen Herschel al oeste, el cráter inundado de lava Réaumur al norte, e Hipparchus al este.
|  |

El borde en forma de corazón de este cráter se encuentra muy erosionado por los intensos impactos que prácticamente lo desintegraron, quedando únicamente los restos en forma de un anillo irregular de picos y valles, al igual que en el suelo interior. El cráter satélite Réaumur A está unido al sector norte del brocal. Presenta un amplio corte en forma de hendidura en el borde occidental, continuando hacia el norte-noroeste hasta rebasar el cráter Spörer. El piso interior carece relativamente de rasgos significativos, aunque el pequeño cráter Gyldén K está situado justo al sureste del punto medio.

## Cráteres satélite
Por convención estos elementos se identifican en los mapas lunares colocando la letra en el lado del punto central del cráter más cercano a Gyldén.
|        | \| Gyldén \| Coordenadas \| Diámetro \| \| ------ \| ------------------------- \| -------- \| \| C \| 5°48′S 1°00′E / -5.8, 1.0 \| 6 km \| \| K \| 5°30′S 0°36′E / -5.5, 0.6 \| 5 km \| |          |
| Gyldén | Coordenadas | Diámetro |
| C      | 5°48′S 1°00′E / -5.8, 1.0 | 6 km     |
| K      | 5°30′S 0°36′E / -5.5, 0.6 | 5 km     |